# Port d'Itaguaí
Le port d'Itaguaí , Porto de Itaguaí en portugais, est un port maritime brésilien, situé dans la baie de Sepetiba, sur le territoire de la ville d'Itaguaí, à 65 km à l'ouest de Rio de Janeiro.